# 23.ª edición de los Premios Óscar
La 23.ª edición de los Premios Óscar se celebró el 23 de marzo de 1951 en el RKO Pantages Theatre de Los Ángeles, California, y fue conducida por el actor Fred Astaire.
La película All About Eve obtuvo 14 nominaciones, batiendo el récord de 13 que desde 1939 ostentaba Lo que el viento se llevó.
Sunset Boulevard se convirtió en la segunda película en conseguir nominaciones en las cuatro categorías interpretativas y no conseguir ninguno de los premios (My Man Godfrey fue la primera en 1936). Este hecho no volvió a pasar hasta la 86.ª ceremonia, cuando American Hustle tampoco consiguió ninguno de los 4 premios a los que era candidata en categorías interpretativas.
All About Eve fue la segunda película, tras La señora Miniver (1942), en recibir 5 nominaciones interpretativas. También es la primera (y hasta la fecha, única) película en recibir 4 nominaciones interpretativas femeninas, dos en categoría principal y dos en categoría de reparto. Ninguna de las 4 consiguió la estatuilla, perdiendo ante Judy Holliday por Nacida ayer y Josephine Hull por Harvey, respectivamente.

## Ganadores y nominados

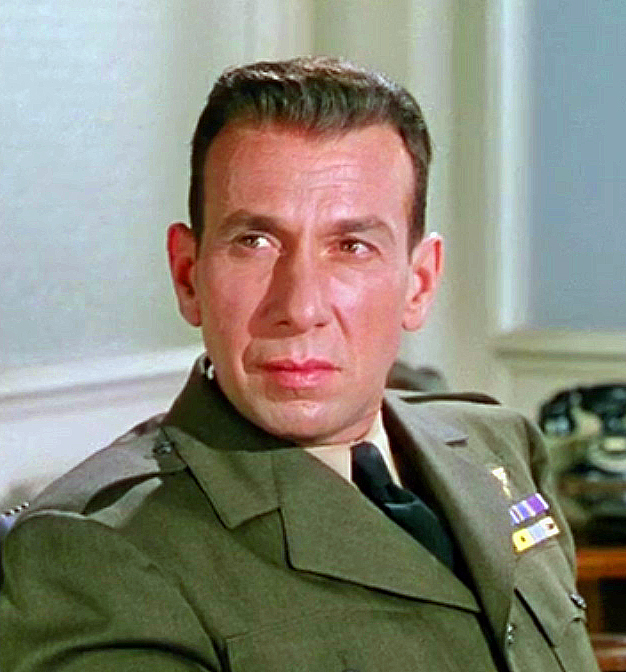
José Ferrer fue el ganador del Óscar al mejor actor por Cyrano de Bergerac.

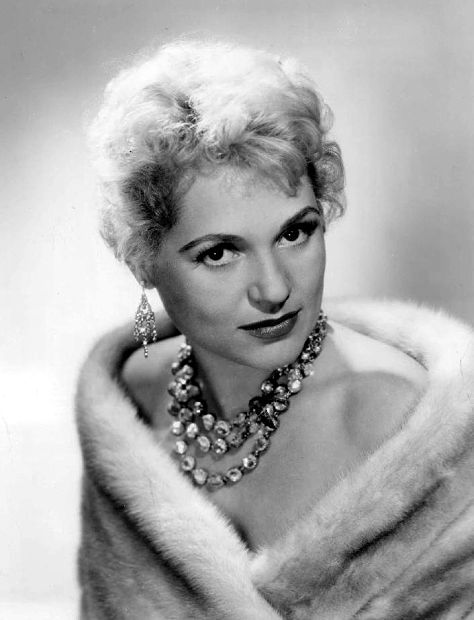
Judy Holliday fue la ganadora del Óscar a la mejor actriz por Nacida ayer.

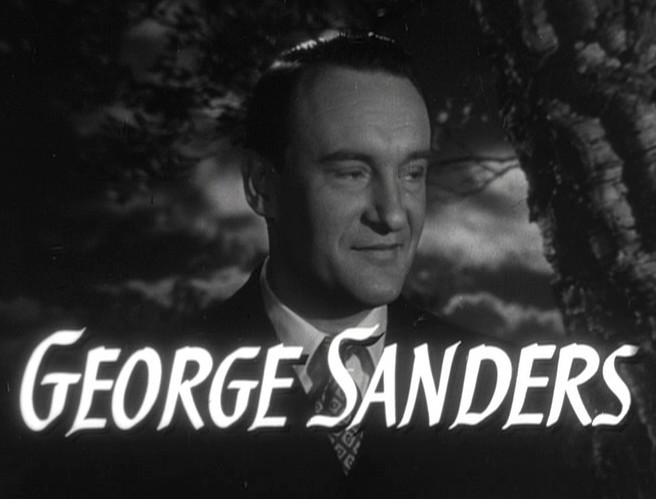
George Sanders fue el ganador del Óscar al mejor actor de reparto por All About Eve.

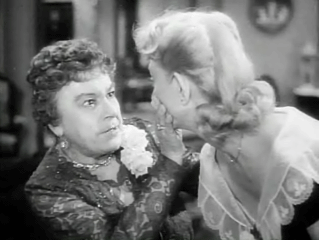
Josephine Hull fue la ganadora del Óscar a la Mejor actriz de reparto por Harvey.

Indica el ganador dentro de cada categoría.
| Mejor película Presentado por: Ralph Bunche All About Eve (Eva al desnudo/Hablemos de Eva) — 20th Century Fox - Born Yesterday (Nacida ayer) — Columbia Pictures - Father of the Bride (El padre de la novia) — Metro Goldwyn Mayer - King Solomon's Mines (Las minas del rey Salomón) — Metro Goldwyn Mayer - Sunset Boulevard (El crepúsculo de los dioses/El ocaso de una estrella) — Paramount Pictures | Mejor dirección Presentado por: Leo McCarey Joseph L. Mankiewicz - All About Eve (Eva al desnudo/Hablemos de Eva) - Carol Reed – The Third Man (El tercer hombre) - George Cukor – Born Yesterday (Nacida ayer) - John Huston – The Asphalt Jungle (La jungla de asfalto) - Billy Wilder – Sunset Boulevard (El crepúsculo de los dioses/El ocaso de una estrella) |
| Mejor actor Presentado por: Helen Hayes José Ferrer – Cyrano de Bergerac, como Cyrano de Bergerac - Louis Calhern – The Magnificent Yankee, como Oliver Wendell Holmes Jr. - William Holden – Sunset Boulevard (El crepúsculo de los dioses/El ocaso de una estrella), como Joe Gillis - James Stewart – Harvey (El invisible Harvey), como Elwood P. Dowd - Spencer Tracy – Father of the Bride (El padre de la novia), como Stanley T. Banks | Mejor actriz Presentado por: Broderick Crawford Judy Holliday – Born Yesterday (Nacida ayer), como Emma "Billie" Dawn - Anne Baxter – All About Eve (Eva al desnudo/Hablemos de Eva), como Eve Harrington - Bette Davis – All About Eve (Eva al desnudo/Hablemos de Eva), como Margo Channing - Eleanor Parker – Caged (Sin remisión), como Marie Allen - Gloria Swanson – Sunset Boulevard (El crepúsculo de los dioses/El ocaso de una estrella), como Norma Desmond |
| Mejor actor de reparto Presentado por: Mercedes McCambridge George Sanders – All About Eve (Eva al desnudo/Hablemos de Eva), como Addison DeWitt - Jeff Chandler – Broken Arrow (Flecha rota), como Cochise - Edmund Gwenn – Mister 880 (El caso 880), como "Skipper" Miller - Sam Jaffe – The Asphalt Jungle (La jungla de asfalto), como "Doc" Erwin Riedenschneider - Erich von Stroheim – Sunset Boulevard (El crepúsculo de los dioses/El ocaso de una estrella), como Max von Mayerling | Mejor actriz de reparto Presentado por: Dean Jagger Josephine Hull – Harvey (El invisible Harvey), como Veta Louise Simmons - Hope Emerson – Caged (Sin remisión), como Evelyn Harper - Celeste Holm – All About Eve (Eva al desnudo/Hablemos de Eva), como Karen Richards - Nancy Olson – Sunset Boulevard (El crepúsculo de los dioses/El ocaso de una estrella), como Betty Schaefer - Thelma Ritter – All About Eve (Eva al desnudo/Hablemos de Eva), como Birdie  |
| Mejor argumento Presentado por: Ruth Chatterton Panic in the Streets (Pánico en las calles) – Edna Anhalt y Edward Anhalt - Riso amaro (Arroz amargo) – Giuseppe de Santis y Carlo Lizzani - Mystery Street (La calle del misterio) – Leonard Spigelgass - The Gunfighter (El pistolero) – William Bowers y Andre de Toth - When Willie Comes Marching Home (Bill, qué grande eres) – Sy Gombers | Mejor argumento y guion Presentado por: Ruth Chatterton Sunset Boulevard (El crepúsculo de los dioses/El ocaso de una estrella) – Charles Brackett, Billy Wilder y D. M. Marshman - Adam's Rib (La costilla de Adán) – Ruth Gordon y Garson Kanin - The Men (Hombres) – Carl Foreman - No Way Out (Un rayo de luz) – Joseph L. Mankiewicz y Lesser Samuels - Caged (Sin remisión) – Virginia Kellogg y Bernard Schoenfeld                                              |
| Mejor guion Presentado por: Ruth Chatterton All About Eve (Eva al desnudo/Hablemos de Eva) – Joseph L. Mankiewicz; basado en la historia corta "The Wisdom of Eve" de Mary Orr - The Asphalt Jungle (La jungla de asfalto) – Ben Maddow y John Huston; basado la novela del mismo nombre de W. R. Burnett - Broken Arrow (Flecha rota) – Albert Maltz; basado en la novela Blood Brother de Elliott Arnold - Father of the Bride (El padre de la novia) – Frances Goodrich y Albert Hackett; basado en la novela del mismo nombre de Edward Streeter - Born Yesterday (Nacida ayer) – Albert Mannheimer; basado en la obra de teatro de Garson Kanin | Mejor cortometraje animado Presentado por: Phyllis Kirk Gerald McBoing-Boing - Stephen Bosustow - Jerry's Cousin - Fred Quimby - Trouble Indemnity - Stephen Bosustow |
| Mejor cortometraje - Un rollo Presentado por: Phyllis Kirk Grandad of Races – Gordon Hollingshead - Blaze Busters – Robert Youngson - Wrong Way Butch – Pete Smith | Mejor cortometraje - Dos rollos Presentado por: Phyllis Kirk In Beaver Valley - Walt Disney - Grandma Moses - My Country 'Tis of Thee - Gordon Hollingshead |
| Mejor documental largo Presentado por: Coleen Gray The Titan: Story of Michelangelo - Robert Snyder - With These Hands - Jack Arnold y Lee Goodman | Mejor documental corto Presentado por: Coleen Gray Why Korea? - Edmund Reek - The Fight: Science Against Cancer - Guy Glover - The Stairs |
| Mejor banda sonora de una película dramática o comedia Presentado por: Gene Kelly Sunset Boulevard (El crepúsculo de los dioses/El ocaso de una estrella) – Franz Waxman - All About Eve (Eva al desnudo/Hablemos de Eva) – Alfred Newman - No Sad Songs for Me (Amarga sombra) – George Duning - El halcón y la flecha (The Flame and the Arrow) – Max Steiner - Samson and Delilah (Sansón y Dalila) – Victor Young | Mejor orquestación de una película musical Presentado por: Gene Kelly Annie Get Your Gun (La reina del oeste) – Adolph Deutsch y Roger Edens - Three Little Words (Tres palabritas) – André Previn - I'll Get By – Lionel Newman - The West Point Story – Ray Heindorf - Cinderella (La Cenicienta) – Paul Smith y Oliver Wallace |
| Mejor canción original Presentado por: Gene Kelly «Mona Lisa» de Captain Carey, U.S.A. (Capitán Carey) – Letra y música: Ray Evans y Jay Livingston - «Be My Love» de The Toast of New Orleans (Las redes del amor) – Música: Nicholas Brodszky; Letra: Sammy Cahn - «Bibbidi-Bobbidi-Boo» de Cinderella (La Cenicienta) – Letra y música: Mack David, Al Hoffman y Jerry Livingston - «Mule Train» de Singing Guns – letra y música: Fred Glickman, Hy Heath y Johnny Lange - «Wilhelmina» de Wabash Avenue (La calle de las tentaciones) – Música: Josef Myrow; Letra: Mack Gordon                                                                 | Mejor sonido Presentado por: Marilyn Monroe All About Eve (Eva al desnudo/Hablemos de Eva) – Thomas T. Moulton - Cinderella (La Cenicienta) – C. O. Slyfield - Trio (El torbellino de la vida) – Loren Ryder - Louisa (Luisa) – Leslie Carey - Our Very Own (Vida de mi vida) – Gordon Sawyer |
| Mejor fotografía - Blanco y negro Presentado por: Debbie Reynolds The Third Man (El tercer hombre) – Robert Krasker - Sunset Boulevard (El crepúsculo de los dioses/El ocaso de una estrella) – John F. Seitz - The Asphalt Jungle (La jungla de asfalto) – Harold Rosson - All About Eve (Eva al desnudo/Hablemos de Eva) – Milton Krasner - The Furies (Las furias) – Victor Milner | Mejor fotografía - Color Presentado por: Debbie Reynolds King Solomon's Mines (Las minas del rey Salomón) – Robert Surtees - Broken Arrow (Flecha rota) – Ernest Palmer - El halcón y la flecha (The Flame and the Arrow) – Ernest Haller - Samson and Delilah (Sansón y Dalila) – George Barnes - Annie Get Your Gun (La reina del oeste) – Charles Rosher |
| Mejor dirección de arte - Blanco y negro Presentado por: Lex Barker y Arlene Dahl Sunset Boulevard (El crepúsculo de los dioses/El ocaso de una estrella) – Dirección de arte: Hans Dreier y John Meeham; Decorados: Samuel Comer y Ray Moyer - The Red Danube (El Danubio rojo) – Dirección de arte: Cedric Gibbons y Hans Peters; Decorados: Edwin Willis y Hugh Hunt - All About Eve (Eva al desnudo/Hablemos de Eva) – Dirección de arte: Lyle Wheeler y George Davis; Decorados: Thomas Little y Walter M. Scott | Mejor dirección de arte - Color Presentado por: Lex Barker y Arlene Dahl Samson and Delilah (Sansón y Dalila) – Dirección de arte: Hans Dreier y Walter H. Tyler; Decorados: Samuel Comer y Ray Moyer - Destination Moon (Con destino a la Luna) – Dirección de arte: Ernst Fegte; Decorados: George Sawley - Annie Get Your Gun (La reina del oeste) – Dirección de arte: Cedric Gibbons y Paul Groesse; Decorados: Edwin Willis y Richard Pefferle                   |
| Mejor diseño de vestuario - Blanco y negro Presentado por: Jan Sterling All About Eve (Eva al desnudo/Hablemos de Eva) – Edith Head y Charles LeMaire - The Magnificent Yankee – Walter Plunkett - Born Yesterday (Nacida ayer) – Jean Louis | Mejor diseño de vestuario - Color Presentado por: Jan Sterling Samson and Delilah (Sansón y Dalila) – Edith Head, Dorothy Jeakins, Elois Jenssen, Gile Steele y Gwen Wakeling - The Black Rose (La rosa negra) – Michael Whittaker - That Forsyte Woman (La dinastía de los Forsyte) – Walter Plunkett y Arlington Valles |
| Mejor montaje Presentado por: Debra Paget King Solomon's Mines (Las minas del rey Salomón) – Ralph Winters y Conrad Nervig - Sunset Boulevard (El crepúsculo de los dioses/El ocaso de una estrella) – Arthur Schmidt y Doane Harrison - All About Eve (Eva al desnudo/Hablemos de Eva) – Barbara McLean - Annie Get Your Gun (La reina del oeste) – James Newcomb - The Third Man (El tercer hombre) – Oswald Hafenrichter | Mejores efectos especiales Presentado por: Jane Greer Destination Moon (Con destino a la Luna) – George Pal Productions e Eagle Lion Classics - Samson and Delilah (Sansón y Dalila) – Cecil B. DeMille Productions y Paramount Pictures |

### Óscar honorífico
- Mejor película de habla no inglesa: Demasiado tarde de René Clément (Francia)
- George Murphy
- Louis B. Mayer

## Premios y nominaciones múltiples
| Película                                                                | Nominaciones | Premios |
| ----------------------------------------------------------------------- | ------------ | ------- |
| All About Eve (Eva al desnudo/Hablemos de Eva)                          | 14           | 6       |
| Sunset Boulevard (El crepúsculo de los dioses/El ocaso de una estrella) | 11           | 3       |
| Samson and Delilah (Sansón y Dalila)                                    | 5            | 2       |
| King Solomon's Mines (Las minas del rey Salomón)                        | 3            | 2       |
| Born Yesterday (Nacida ayer)                                            | 5            | 1       |
| Annie Get Your Gun (La reina del oeste)                                 | 4            | 1       |
| The Third Man (El tercer hombre)                                        | 3            | 1       |
| Destination Moon (Con destino a la Luna)                                | 2            | 1       |
| Harvey (El invisible Harvey)                                            | 2            | 1       |
| Captain Carey, U.S.A. (Capitán Carey)                                   | 1            | 1       |
| Cyrano de Bergerac                                                      | 1            | 1       |
| Le mura di Malapaga (Demasiado tarde)                                   | 1            | 1       |
| Panic in the Streets (Pánico en las calles)                             | 1            | 1       |
| The Asphalt Jungle (La jungla de asfalto)                               | 4            | 0       |
| Cinderella (La Cenicienta)                                              | 3            | 0       |
| Broken Arrow (Flecha rota)                                              | 3            | 0       |
| Father of the Bride (El padre de la novia)                              | 3            | 0       |
| Caged (Sin remisión)                                                    | 3            | 0       |
| El halcón y la flecha (The Flame and the Arrow)                         | 2            | 0       |
| The Magnificent Yankee                                                  | 2            | 0       |